# چارلز کورزمن
چارلز کورزمن استاد جامعه‌شناسی در دانشگاه کارولینای شمالی در چپل هیل است که در زمینۀ خاورمیانه و مطالعات اسلامی تخصص دارد. وی دارای لیسانس در سال ۱۹۸۶ از دانشگاه هاروارد، و کارشناسی ارشد و دکترا از دانشگاه کالیفرنیا، برکلی است. او از سال ۱۹۹۸ به دانشگاه کارولینای شمالی در چپل هیل وابسته است.